# Castiglione di Conversano
Castiglione di Conversano è un antico casale fortificato medievale situato a circa 5 km dal comune di Conversano in Puglia. Le cui mura a forma di decagono irregolare hanno un perimetro di 443 metri.

## Storia
Sorge su una collina a 260 metri sul livello del mare, dell’antica cinta muraria di un antico villaggio, realizzata con megaliti, rimangono vari tratti, risalenti al VI-V secolo a. C. sulle quali furono innalzate le mura medievali. Secondo alcune interpretazioni, Castiglione potrebbe corrispondere alla località riportata nella Tabula Peutingeriana col toponimo Ad Veneris.
Il primo documento che cita Castiglione risale al 905, anno in cui Lupo e Amelfrido stipularono con Castelmanno un contratto di pastinato. Nel 1494 Castiglione è ormai documentato tra i casali disabitati del territorio, ma non si conoscono le ragioni della sua scomparsa.
Tutto ciò che oggi resta del borgo di Castiglione, eretto nell'XI secolo e scomparso verso la fine del XVI secolo è una torre quadrangolare di avvistamento alta 13 metri, che ingloba una porta angioina ad arco acuto del villaggio, costruita quando ormai l’abitato era pressoché del tutto abbandonato. Alla torre si accedeva originariamente attraverso un ponte levatoio che permetteva l’accesso al primo piano.
Sono ancora visibili le tracce dei muri perimetrali della chiesa, dedicata all’Annunziata. Nel 1998 uno scavo archeologico sotto la direzione scientifica della Soprintendenza Archeologica della Puglia portò alla luce nove tombe ubicate nel pavimento della chiesa.